# Montgomery Wilson
Montgomery Wilson (n. 20 august 1909, Toronto, Ontario, Canada – d. 15 noiembrie 1964, Massachusetts, SUA) a fost un patinator artistic ce a reprezentat Canada, medaliat olimpic. A participat la 3 ediții ale Jocurilor Olimpice (1928, 1932, 1936) în care a câștigat 1 medalie de bronz.